# مات لوري
مات لوري (بالإنجليزية: Matt Lori)‏ هو سياسي أمريكي، ولد في 18 نوفمبر 1956 في ستورغيس في الولايات المتحدة. حزبياً، نشط في الحزب الجمهوري. وقد انتخب عضو مجلس نواب ميشيغان ‏.